# Joe Zapustas
Joseph John Zapustas (né le 25 juillet 1907 et mort le 14 janvier 2001) est un ancien sportif américain d'origine lituanienne qui évolue aux États-Unis dans la Ligue majeure de baseball et la National Football League (football américain). Il fut aussi arbitre de boxe.

## Biographie
Zapustas est de nationalité lituanienne mais naît à Liepāja, une ville située en Lettonie qui fait à l'époque partie de l'Empire de Russie, avant que la Lettonie et la Lituanie ne deviennent des pays indépendants. Une certaine confusion existe sur l'origine et l'âge de Zapustas durant sa carrière sportive, puisqu'il ment à l'époque en disant avoir vu le jour à Boston aux États-Unis en 1911. 
Zapustas est le seul joueur de l'histoire de la Ligue majeure de baseball à être né en Lettonie. Il ne joue que deux matchs, avec les Athletics de Philadelphie les 28 et 30 septembre 1933. Il joue un match au champ gauche et un autre au champ centre. En 5 passages au bâton, il réussit un coup sûr pour une moyenne au bâton de, 200. Outre ce bref passage dans le baseball majeur, la carrière professionnelle de Zapustas se déroule surtout dans les ligues mineures et demeure brève : de 1933 à 1935.
La carrière de Zapustas au football américain est tout aussi brève : il dispute deux matchs en 1933 pour les Giants de New York de la National Football League (NFL) et réussit une réception.
Il s'établit à Randolph dans le Massachusetts où il enseigne les mathématiques et la science à l'école secondaire locale, la Stetson High School, tout en étant entraîneur de baseball, de football américain et de basket-ball. Il est directeur athlétique de Stetson High pendant 25 ans, jusqu'à sa retraite en 1977. Il est aussi durant 40 ans directeur des activités récréatives (Director of Recreation) à la ville de Randolph, jusqu'en 1991. En 1998, la ville lui rend hommage en nommant la patinoire locale le Joseph J. Zapustas Arena. 
Zapustas est arbitre de boxe pour 125 combats, de 1945 à 1966. Il arbitre notamment le combat de championnat du monde poids moyens remporté par Paul Pender sur Sugar Ray Robinson le 22 janvier 1960 au Boston Garden.
Il meurt à 93 ans le 14 janvier 2001 à Brockton, au Massachusetts.